# TACAM R-2
Il TACAM T-2, abbreviazione della dicitura completa Tun Anticar pe Afet Mobil R-2 ("Cannone anticarro su affusto mobile R-2"), è stato un cacciacarri dell'esercito romeno usato durante la seconda guerra mondiale. Venne realizzato rimuovendo la torretta dal carro armato leggero R-2 e sostituendola con un affusto a piedistallo, sul quale era incavalcato il cannone da campagna ex-sovietico da 76,2 mm ZiS-3. Una casamatta corazzata chiusa su tre lati proteggeva il pezzo ed i suoi serventi. Furono costruiti, nel 1944, 20 esemplari, dei quali solo uno ancora esistente. I mezzi parteciparono all'offensiva di Budapest e da quella di Praga.

## Storia

### Sviluppo
A partire dal dicembre 1942 apparve evidente che i carri leggeri romeni R-2 non erano più capaci di contrastare i carri medi sovietici, ma si tentò comunque di estendere la loro vita utile. Si decise infatti di convertirli in cacciacarri, su imitazione da quanto fatto dai tedeschi Marder II e dai romeni stessi con il TACAM T-60, allora in fase di sviluppo. Per valutare il progetto, nell'estate del 1943 venne rimossa la torretta da un R-2 usato come prototipo. Un cannone russo 76,2 mm M1936 di preda bellica venne smontato dal suo affusto ruotato e incavalcato su un affusto appositamente progettato per essere installato al posto della torretta. Intorno al pezzo venne realizzata una casamatta chiusa su tre lati, realizzata con piastre corazzate tratte dai carri sovietici catturati. Il pezzo venne dotato di nuove ottiche romene e tedesche ed usava nuove munizioni romene. Prove eseguite a fine 1943 mostrarono che il pezzo causava eccessivi stress allo scafo ma esso era efficace contro i T-34 solo fino a 500–600 m di distanza. Vennero ordinati 40 pezzi agli stabilimenti Leonida di Bucarest ma la produzione non iniziò immediatamente perché i tedeschi non avevano ancora consegnato i carri che avrebbero dovuto sostituire gli R-2 convertiti; questo ritardo consentì di sostituire sui veicoli di serie il F-22 con il più potente pezzo russo da 76,2 mm ZiS-3.
In seguito, per fronteggiare i nuovi e meglio protetti carri pesanti Iosif Stalin, venne proposto di riarmare i TACAM con il potente cannone anticarro 75 mm Reșița Model 1943 romeno o con il leggendario 8,8 cm PaK tedesco, ma intervenne prima il cambio di fronte della Romania dell'agosto 1944.

### Produzione e impiego operativo
La Leonida iniziò la produzione alla fine di febbraio 1944 ed il primo lotto di 20 conversioni venne completato alla fine di giugno. A questo punto la produzione venne interrotta in quanto il cannone era diventato completamente inefficace contro in nuovi carri IS-2 schierati dai sovietici. Nel luglio 1944 dieci veicoli furono inquadrati nella 63ª Compagnia TACAM, assegnata alla 1ª Divisione corazzata addestrativa, ma non entrarono mai in combattimento a causa del colpo di stato di Re Michele I. Un'altra compagnia di 12 veicoli venne assegnata al Distaccamento Niculescu quando questo venne frettolosamente inviato a nord, agli inizi di settembre 1944, per difendere la frontiera transilvana dal contrattacco dall'Ungheria da parte delle forze dell'Asse. Si aggiunsero altri 4 TACAM quando il Distaccamento Niculescu venne assorbito dal Gruppo corazzato, creato ad hoc il 29 settembre in preparazione dell'attacco che avrebbe dovuto liberare la Transilvania settentrionale. L'operazione ebbe successo ed il Gruppo corazzato venne sciolto appena l'ultima unità dell'Asse venne respinta dal territorio romeno, il 25 ottobre 1944.
Nel febbraio del 1945 dodici cacciacarri vennero assegnati al 2º Reggimento corazzato, inviato sul fronte cecoslovacco. I sovietici requisirono immediatamente la maggior parte dei TACAM R-2 in cambio di alcuni carri tedeschi di preda bellica, ma due carri risultano ancora in servizio con l'esercito romeno il 31 marzo ed ancora il 24 aprile. Uno di questi venne distrutto prima del 30 aprile e l'altro venne danneggiato durante un rastrellamento di unità tedesche a maggio presso Brno. Al rientro del reggimento a Bucarest, il 14 maggio 1945, non risultava più in servizio nessun esemplare.
L'unico TACAM R-2 sopravvissuto è oggi esposto al Muzeul Militar Naţional di Bucarest.

## Tecnica
Il TACAM R-2 era armato con un cannone ZiS-3 montato sullo scafo del carro leggero R-2 privo di torretta. Il compartimento di combattimento era protetto su tre lati, con cielo parzialmente chiuso, costituito da piastre corazzate fisse spesse 10–17 mm. Le piastre erano ottenute dai carri BT-7 e T-26 sovietici di preda bellica. Il cannone disponeva di un brandeggio di 30°, di una elevazione di 15° e di una depressione di 5°. Il veicolo trasportava 30 colpi completi per il cannone: 21 granate HE e 9 AP anticarro. Lo scafo venne leggermente modificato rispetto al R-2 originale, ma conservava la mitragliatrice ZB-53 da 7,92 mm frontale. Lo spessore della corazzatura dello scafo variava da 8 a 25 mm; esso poteva superare una trincea di 2 m, superare un gradino di 0,5 m ed un guado di 0,8 m. L'equipaggio era costituito da tre uomini: pilota, capocarro e cannoniere.